# Arabia Saudita en los Juegos Olímpicos
Arabia Saudita en los Juegos Olímpicos está representada por el Comité Olímpico de Arabia Saudita, creado en 1964 y reconocido por el Comité Olímpico Internacional en 1965.
Ha participado en trece ediciones de los Juegos Olímpicos de Verano, su primera presencia tuvo lugar en Múnich 1972. El país ha obtenido un total de cuatro medallas en las ediciones de verano: dos de plata y dos de bronce.
En los Juegos Olímpicos de Invierno ha participado en una ocasión, en Pekín 2022. El país no ha conseguido ninguna medalla en las ediciones de invierno.

## Medallero

### Por edición
| Evento              | Oro | Plata | Bronce | Total |
| ------------------- | --- | ----- | ------ | ----- |
| Múnich 1972         | 0   | 0     | 0      | 0     |
| Montreal 1976       | 0   | 0     | 0      | 0     |
| Moscú 1980          | –   | –     | –      | –     |
| Los Ángeles 1984    | 0   | 0     | 0      | 0     |
| Seúl 1988           | 0   | 0     | 0      | 0     |
| Barcelona 1992      | 0   | 0     | 0      | 0     |
| Atlanta 1996        | 0   | 0     | 0      | 0     |
| Sídney 2000         | 0   | 1     | 1      | 2     |
| Atenas 2004         | 0   | 0     | 0      | 0     |
| Pekín 2008          | 0   | 0     | 0      | 0     |
| Londres 2012        | 0   | 0     | 1      | 1     |
| Río de Janeiro 2016 | 0   | 0     | 0      | 0     |
| Tokio 2020          | 0   | 1     | 0      | 1     |
| París 2024          | 0   | 0     | 0      | 0     |
| TOTAL               | 0   | 2     | 2      | 4     |

| Evento     | Oro | Plata | Bronce | Total |
| ---------- | --- | ----- | ------ | ----- |
| Pekín 2022 | 0   | 0     | 0      | 0     |
| TOTAL      | 0   | 0     | 0      | 0     |

### Por deporte
Deportes de verano
| Evento             | Oro | Plata | Bronce | Total |
| ------------------ | --- | ----- | ------ | ----- |
| Atletismo          | 0   | 1     | 0      | 1     |
| Deportes ecuestres | 0   | 0     | 2      | 2     |
| Karate             | 0   | 1     | 0      | 1     |
| TOTAL              | 0   | 2     | 2      | 4     |